# Homo-emancipatie

Homo-emancipatie wereldwijd (2008/2011)
----
Steun voor meer homorechten in de VN: Landen die in 2011 de LGBT rights declaration in the General Assembly steunden (94 lidstaten)
Tegenstander van meer homorechten in de VN: Landen die in 2008 een verklaring tekenden tegen rechten voor lgbt (54 lidstaten)
Overige: Landen die geen van beide verklaringen ondersteunden (46 lidstaten)

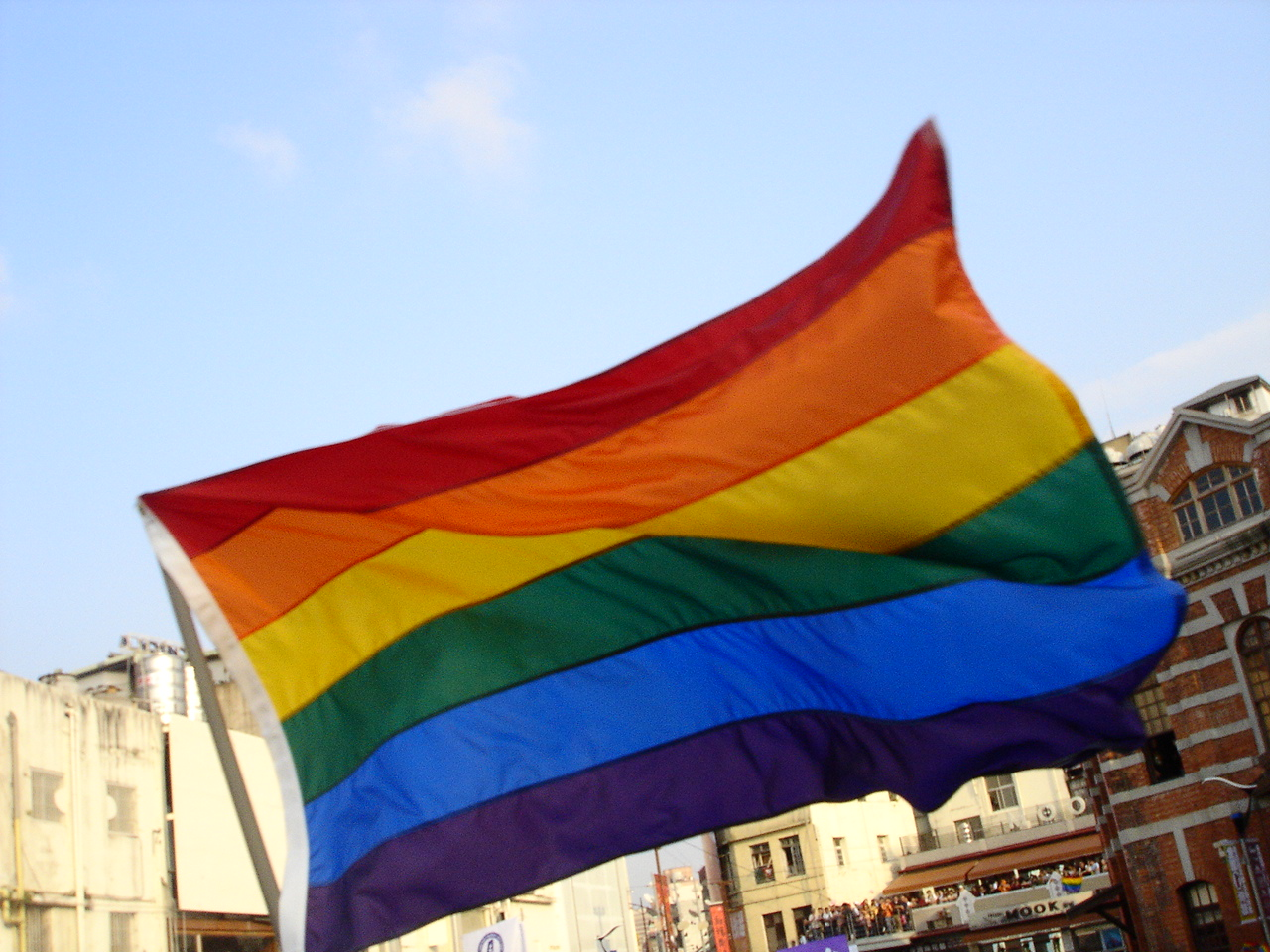
Regenboogvlag

Roze driehoek

Homo-emancipatie is het proces waarin homo's, lesbiennes, biseksuelen en transgenders vanuit een achtergestelde positie een plaats in de samenleving proberen te bereiken waarin zij zich als gelijkwaardige burgers kunnen ontplooien.
Homoseksualiteit is in veel culturen nog taboe, waardoor homoseksuelen vaak slachtoffer zijn van discriminatie of zelfs vervolging. Sinds de negentiende eeuw proberen holebi's wereldwijd zich meer en meer te emanciperen en is er een veelkleurige homocultuur ontstaan. Symbolen van de homo-emancipatie zijn de roze driehoek en de regenboogvlag.

## Inleiding
Onder de aanduiding sodomie waren homoseksuele handelingen sinds de 13e eeuw in Europa strafbaar, zelfs met de doodstraf. Dankzij de Verlichting in de 18e eeuw en de Franse Revolutie legaliseerde Frankrijk in 1791 homoseksuele activiteit en verankerde men dit in het nieuwe wetboek van strafrecht, de Code Pénal van 1810.
Landen als Nederland, België, Luxemburg, Italië, Spanje en Portugal namen deze wetgeving geleidelijk aan over. Afgezien van het grotendeels protestantse Nederland waren het louter katholieke landen die homoseksuele handelingen voortaan toestonden. In de andere protestantse landen, zoals Pruisen en Engeland, bleef dit strafbaar; al werd wel de doodstraf vervangen door een gevangenisstraf. Hierdoor ontstond in de Noordwest-Europese landen een impuls om eveneens voor de afschaffing van strafbaarheid te strijden.

## Begin 20e eeuw: legalisering

Legalisering van seks, partnerschappen en huwelijken voor lgbt's in Europa van 1900 tot 2021.

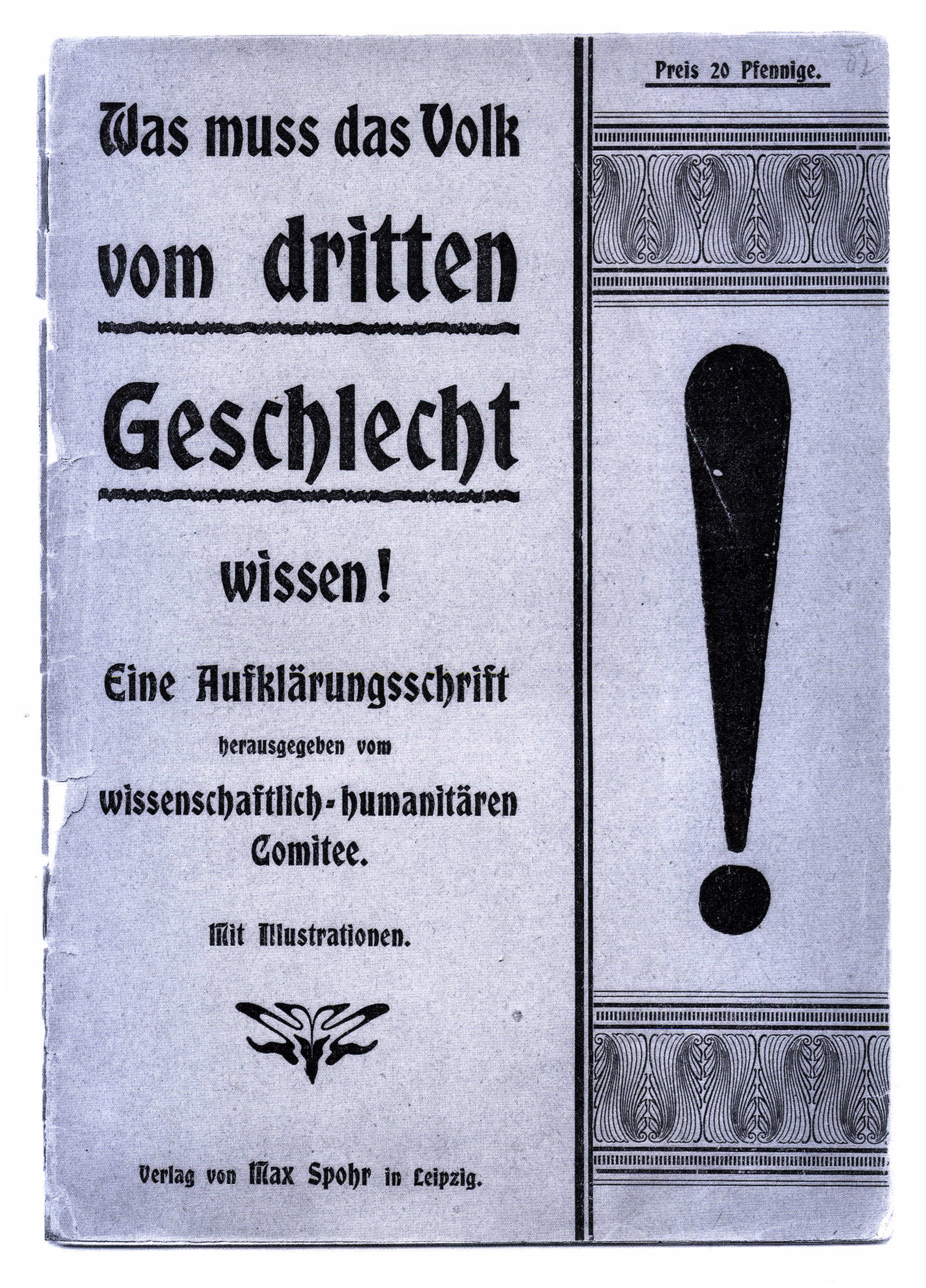
Was muss das Volk vom dritten Geschlecht wissen, een brochure van Magnus Hirschfeld uit 1901.

Een eerste fase van emancipatie begon eind 19e eeuw en streed tegen de wettelijke discriminatie en strafbaarstelling van homoseksualiteit. De emancipatie profiteerde onder meer van nieuwe wetenschappelijke inzichten, waardoor homoseksualiteit niet meer als een religieuze zonde, maar als een lichamelijke ziekte of Psychische aandoening gezien werd. Dit betekende dat homoseksuelen niets aan hun geaardheid konden doen en dat een maatschappelijke veroordeling ervan dus onterecht was. Een van de eerste voorvechters hierbij was Duits seksuoloog Magnus Hirschfeld (1868-1935), die in 1897 in Berlijn de eerste homo-emancipatie-organisatie oprichtte, het Wissenschaftlich-humanitäre Komitee (WhK).
De Bondsrepubliek Duitsland schafte in 1969 paragraaf 175 af waardoor alleen seksuele contacten tussen mannen onder 21 jaar (in 1973 verlaagd tot 18 jaar) strafbaar bleven (tot 1994). Engeland stond homoseksuele handelingen tussen mannen vanaf 21 jaar wettelijk toe in 1967 en verlaagde in 1994 deze leeftijd tot 18 jaar en in 2000 tot 16 jaar, dezelfde leeftijd als voor heteroseksuele contacten. In de Verenigde Staten werd de strafbaarheid van homoseksualiteit per staat geregeld en schafte Illinois dit als eerste af in 1962. Tot en met 2002 volgden nog 35 andere staten, waarna in 2003 voor de overige 14 staten de strafbaarheid door het Hooggerechtshof ongeldig werd verklaard in de zaak van Lawrence v. Texas.
De homo-emancipatie leidde, in combinatie met de seksuele revolutie, ook tot het schrappen van homoseksualiteit als psychische stoornis uit het Diagnostic and Statistical Manual of Mental Disorders (DSM) in 1973. De Wereldgezondheidsorganisatie (WHO) schrapte op 17 mei 1990 homoseksualiteit officieel van de internationaal gehanteerde lijst van ziekten, de International Classification of Diseases. Die datum is sindsdien de Internationale Dag tegen Homofobie.

## Jaren zestig: gelijke rechten
De tweede fase van de homo-emancipatie begon eind jaren zestig van de 20e eeuw en ging om het verkrijgen van gelijke rechten en van een eigen plaats voor holebi's in de samenleving. Deze strijd liep grotendeels parallel met de Tweede feministische golf.
In de Verenigde Staten vonden de Stonewall-rellen plaats, die ook internationaal het startsein voor een meer radicale homo-emancipatie werden. Op 28 juni 1969 was de politie de homobar Stonewall Inn in Christopher Street in New York binnengevallen, waarna vanuit de homogemeenschap voor het eerst heftig weerstand geboden werd. Deze rellen leidden tot de georganiseerde strijd voor de rechten voor holebi's, die onder meer resulteerde in de eerste Gay Pride Parade op 28 juni 1970 in New York. Naar dat voorbeeld ging men ook in andere landen zulke parades organiseren.
De emancipatiestrijd van homoseksuelen en andere gemarginaliseerde groepen werd ook onderzocht in het werk van de Franse filosoof Michel Foucault (1926-1984), die zelf ook homoseksueel was en als eerste prominente Fransman aan aids overleed.
In de jaren tachtig betekende aids een terugslag voor de homo-emancipatie. Onderling leidde het tot een grotere solidariteit, maar voor de buitenwereld bevestigde deze nog onbekende en dodelijke ziekte de vooroordelen over homoseksuelen. Een mijlpaal in deze jaren was de onthulling van het allereerste Homomonument ter wereld op de Westermarkt in Amsterdam in 1987.

### Gelijke rechten en homohuwelijk
Het sluitstuk van deze fase is de openstelling van het burgerlijk huwelijk voor paren van gelijk geslacht wat men doorgaans aanduidt als het homohuwelijk. Dit gebeurde voor het eerst in Nederland in 2001. Daarna volgden België (2003), Spanje en Canada (2005), Zuid-Afrika (2006), Noorwegen en Zweden (2009), Portugal ,IJsland en Argentinië (2010), Denemarken (2012), Nieuw-Zeeland, Uruguay, Frankrijk en Brazilië (2013), Luxemburg en de Verenigde Staten (2015), Colombia (2016), en ten slotte Finland, Malta, Duitsland en Australië in 2017. Ook in het Verenigd Koninkrijk en Mexico erkennen sommige deelstaten het homohuwelijk. Landen die nog geen homohuwelijk kennen, voorzien soms wel al in een geregistreerd partnerschap.